# Fabrikantenvilla Kartonagenfabrik Paul Leinert
Die Fabrikantenvilla der Kartonagenfabrik Paul Leinert liegt im Radebeuler Industriegebiet, an der Meißner Straße 21. Sie wurde 1897 für den Fabrikbesitzer und Kaufmann Paul Leinert durch den Dresdner Architekten Fritz Mühlberg errichtet.

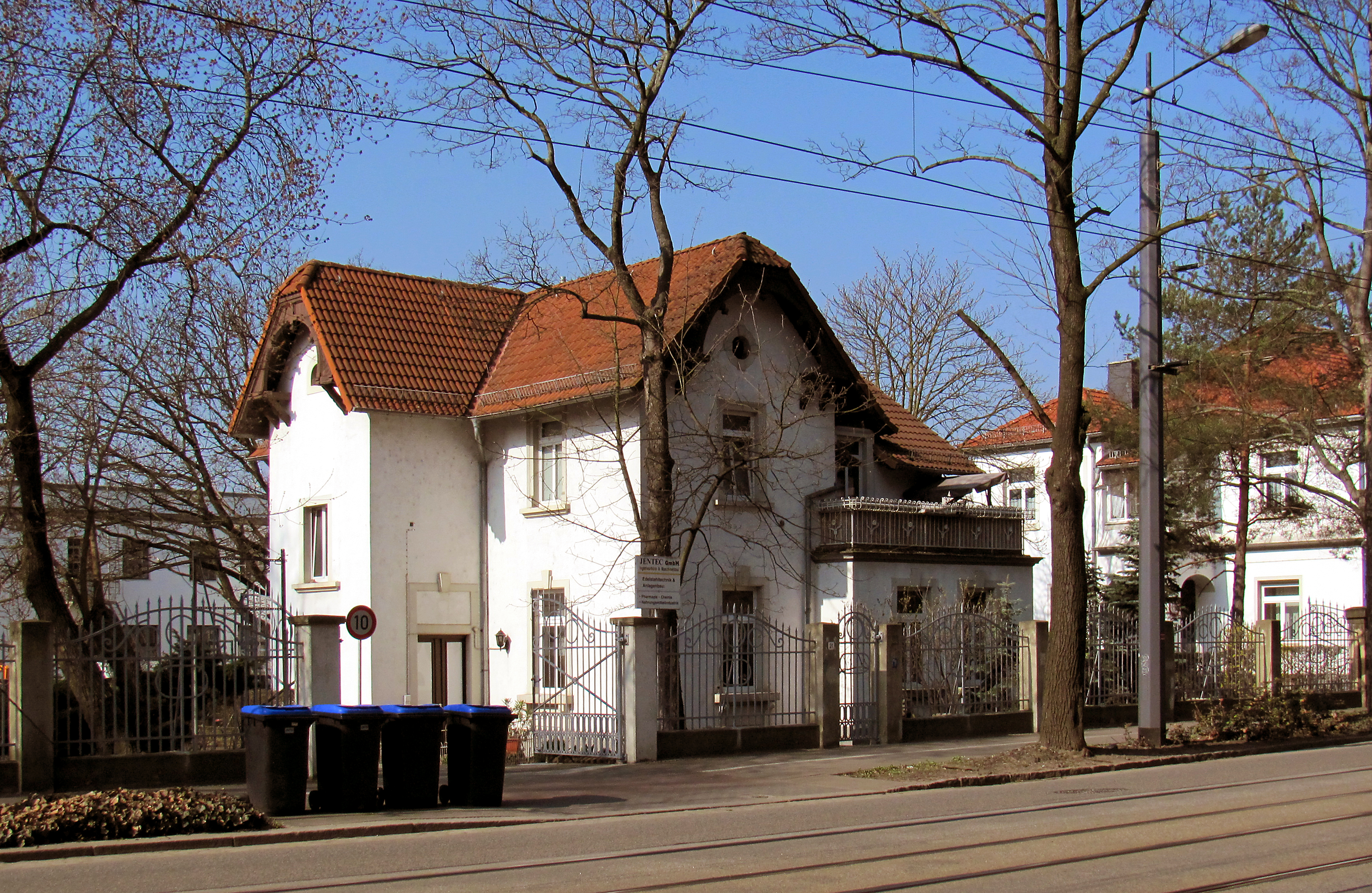
Fabrikantenvilla Meißner Straße 21

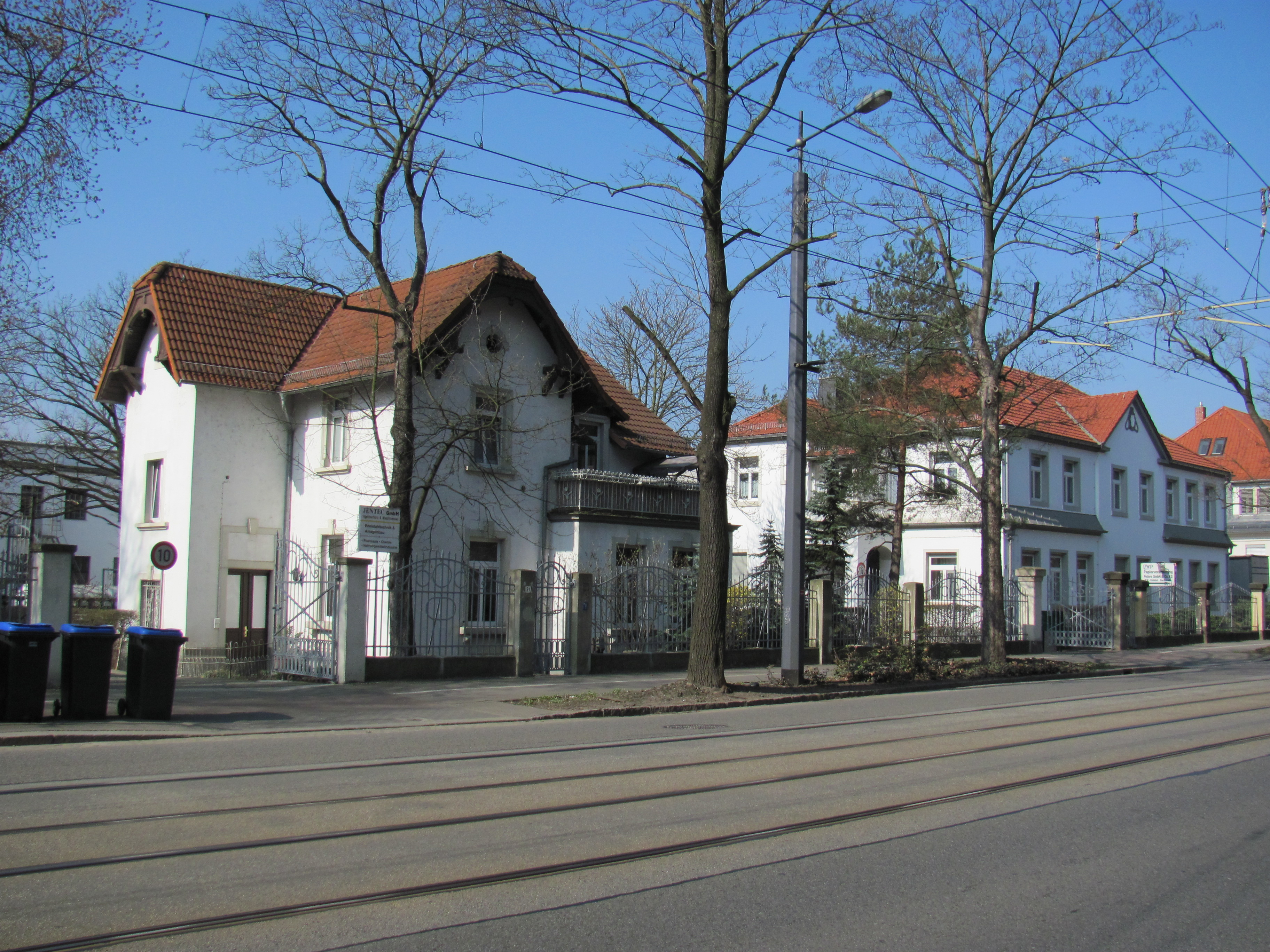
Fabrikantenvilla der Kartonagenfabrik Paul Leinert (li.) und Verwaltungsgebäude Dresdner Eisenhochbau mit durchgehender Einfriedung

## Beschreibung
Die zweigeschossige, freistehende Fabrikantenvilla am Kopf des Grundstücks der ehemaligen Kartonagenfabrik Paul Leinert steht mitsamt Einfriedung unter Denkmalschutz. Das Gebäude vom Typ eines Landhauses hat den Grundriss eines Kreuzes, das aus einem breiteren Baukörper Richtung Westen besteht sowie drei sich an der Spitze im First treffenden, einachsigen Risaliten mit „transversalem Krüppelwalm-Gesprengegiebel“ besteht, die zur Straße, zur Rückseite sowie nach Osten Richtung Autobahn zeigen.
In der Straßenansicht entsteht somit eine asymmetrische Ansicht: rechts  vom Seitenrisalit und damit vor der Rücklage steht eine massive eingeschossige Veranda mit Austritt unter einer Dachgaube heraus aus dem Obergeschoss.
Der schlichte Putzbau zeigt Sandsteingliederungen und trägt ein ziegelgedecktes Krüppelwalmdach.
Der Eisenzaun zwischen Betonpfeilern zeigt geschwungene Jugendstilformen, er wurde um 1905 im Zusammenhang mit dem Bau des Nachbarhauses Meißner Straße 21 über die Länge beider Grundstücke hinzugefügt.
Die Fabrikantenvilla „dokumentiert die Entwicklung eines Teils von Radebeul zum Fabrikstandort, baugeschichtlich und ortsgeschichtlich von Bedeutung“.